# Barabinská step

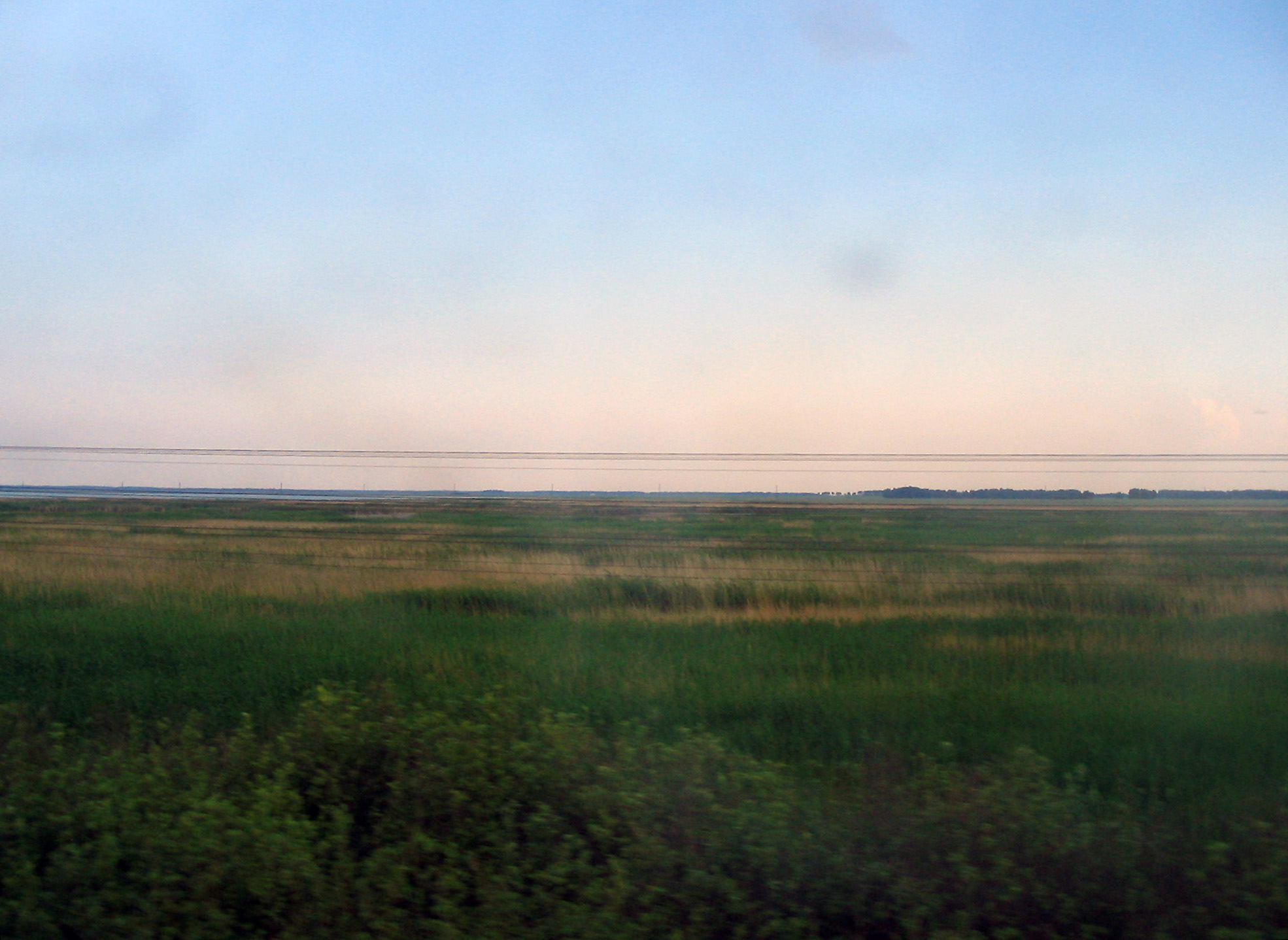
Barabinská step focená z vlaku jedoucího po Transsibiřské magistrále

Barabinská step (rusky Бара́бинская ни́зменность – Barabinskaja nizmennosť, tj. Barabinská nížina, nebo Бара́бинская степь – Barabinskaja stěp, krátce také Бара́ба – Baraba) je step rozkládající se na jihovýchodě Západosibiřské roviny mezi Obem a Irtyšem v Rusku ve výšce 100 až 150 metrů nad mořem. Ze správního hlediska leží v západní části Novosibirské oblasti a ve východní části Omské oblasti. Její rozloha je přibližně 117 000 čtverečních kilometrů. Na severu přechází do Vasjuganských bažin, na jihu do Kulundské stepi (obě oblasti se rovněž počítají do Barabinské nížiny v širším významu). Leží v ní několik velikých jezer: Čany, Ubinskoje, Sartlan a Tandovo. Nejvýznamnější řekou ve stepi samotné je Om. Díky zdejší kvalitní černozemi patří Barabinská step k významným zemědělským oblastem Ruska.
Středem Barabinské stepi vede Transsibiřská magistrála.